# Sonia Baby
Sonia Moreno Jiménez, coneguda artísticament primer com Sonia Baby i posteriorment com Chloe Clar (nascuda el 1981 a Elx, Baix Vinalopó), és una acròbata vaginal i model valenciana.

## Carrera
Va treballar com a ballarina gogó en la discoteca 1492 de la seva localitat natal i en la discoteca KKO de Torrevella.

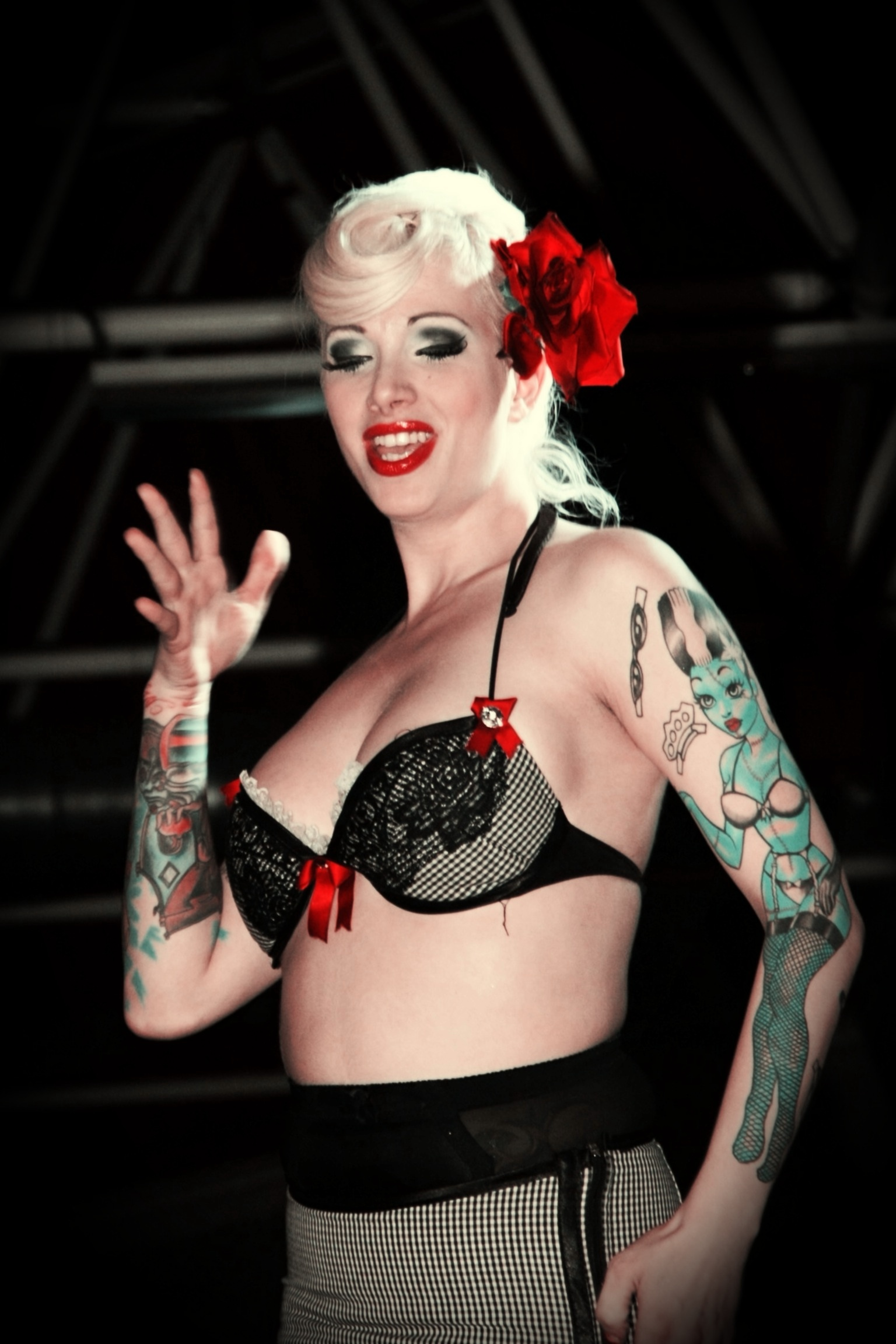

Al començament de la seva carrera, Sonia Baby treballava simplement amb el nom de Baby, que pocs mesos després va canviar pel de Sonia Baby. Va aparèixer en programes de televisió en Espanya com TNT i més tard en molts altres, a més d'en diverses revistes com ara Primera Línea, FHM, Interviú o Lib.

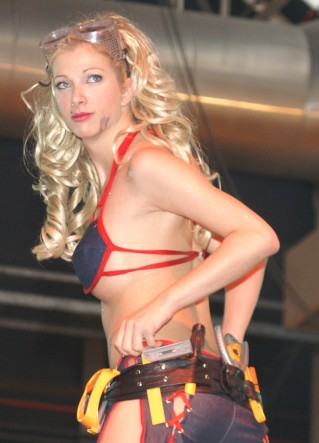

A l'octubre de 2006 va rebre el premi Nimfa al FICEB a la millor actriu porno espanyola, i a més va batre el rècord d'introduir-se i extreure en viu 30 metres de cadena de perles de la seva vagina. Malgrat el seu èxit en el porno espanyol, Sonia Baby ha afirmat recentment no estar molt interessada en la seva carrera d'actriu porno en el que al cinema pornogràfic es refereix i prefereix dedicar-se als espectacles en viu, que és el que més li agrada.
Al setembre de 2011 es confirma la seva entrada al concurs-reality de televisió Acorralados, on va ser la 3a expulsada del concurs. El 12 de desembre d'aquest mateix any, va ser portada i protagonista del calendari de l'any 2012 per a la revista Interviú.

## Televisió[calcitació]
- TNT: (2004-2007) - Telecinco
- La vía Làctea: (2008) - 8tv.
- Tony Rovira y tú: 25tv
- DEC: (2010) - Antena 3.
- Conexión Samanta: (2011) - Cuatro.
- La noria: (2009 i 2011) - Telecinco
- Acorralados: (2011) -Concursant oficial del concurs de Telecinco, Acorralados.
- Sálvame: (2011) - Telecinco
- Deluxe: (2011) - Telecinco
- JukeGames: En 2014 va treballar durant una temporada en el canal JukeGames com gamer del programa Jukegames.tv, que el canal va eliminar posteriorment, i continua treballant com gamer per YouTube.

## Cinema
- Rey Gitano de Juanma Bajo Ulloa (2015)
- Mi gran noche d'Álex de la Iglesia
- Kiki, el amor se hace de Paco León.

## Altres aparicions
- El mundo tras el cristal del grup musical La Guardia (2008)[7]
- Revistes: Ha estat portada d' Interviú (4 cops), Primera Línea, Playboy i de la revista Tattoo is pain.